# Société générale Guinée
Société Générale Guinée est une filiale du Groupe Société générale. C'est la plus ancienne institution financière entièrement privée en Guinée (1985). Présente dans le pays depuis plus de 30 ans, Société Générale de Banques en Guinée (SGBG) a changé de dénomination en avril 2019 pour Société Générale Guinée (SGG),, elle est l'une des principales banques en Guinée.

## Société Générale Guinée
SG Guinée possède 22 agences, et 51 distributeurs automatiques de billets (DAB).[réf. nécessaire]
En 2016, SGG crée les points money POP. Ce sont des points bancaires installés dans les stations services ou supermarchés de la place où les clients peuvent effectuer leurs retraits et leurs opérations commerciales.[réf. nécessaire]
En juin 2024, alors que la maison mère a entamé un retrait progressif d'Afrique, Société Générale Guinée est sur le point d'être reprise par Bank of Kigali et Banque atlantique.